# Dornes (Ferreira do Zêzere)
Dornes ist eine ehemalige Gemeinde (Freguesia) im Kreis (Concelho) von Ferreira do Zêzere, in Mittel-Portugal.

## Geografie
Der Ort liegt auf einer spitz zulaufenden Landzunge, die in den Fluss (Rio Zêzere) hinein ragt. Seit dem Bau der Talsperre Castelo do Bode kurz vor seiner Mündung in den Tejo bei Constância, ähnelt der Rio Zêzere bis hinauf hinter Dornes einem langen geschlängelten See. Von den Ufern steigt hier ringsherum die hügelige, von Eucalyptus und Mischwald geprägte Landschaft an. Dornes ist 140 km nördlich von Lissabon und 165 km südlich von Porto entfernt.

## Geschichte
Trotz seiner abgelegenen Lage war der Ort bereits von Römern besiedelt. Der Ort bekam die Stadtrechte ("Foral") 1513 von König Manuel I. und blieb ein eigenständiger Kreis ("Concelho"), bis er 1836 dem Kreis von Ferreira do Zêzere zugeordnet wurde. In den 1950er Jahren stieg der Zêzere mit dem Bau der Talsperre Castelo de Bode stark an und ließ einen Teil des Dorfes im Wasser untergehen. Seither liegt der obere Dorfteil auf der zurückgebliebenen spitzen Halbinsel.

## Sehenswürdigkeiten und Kultur

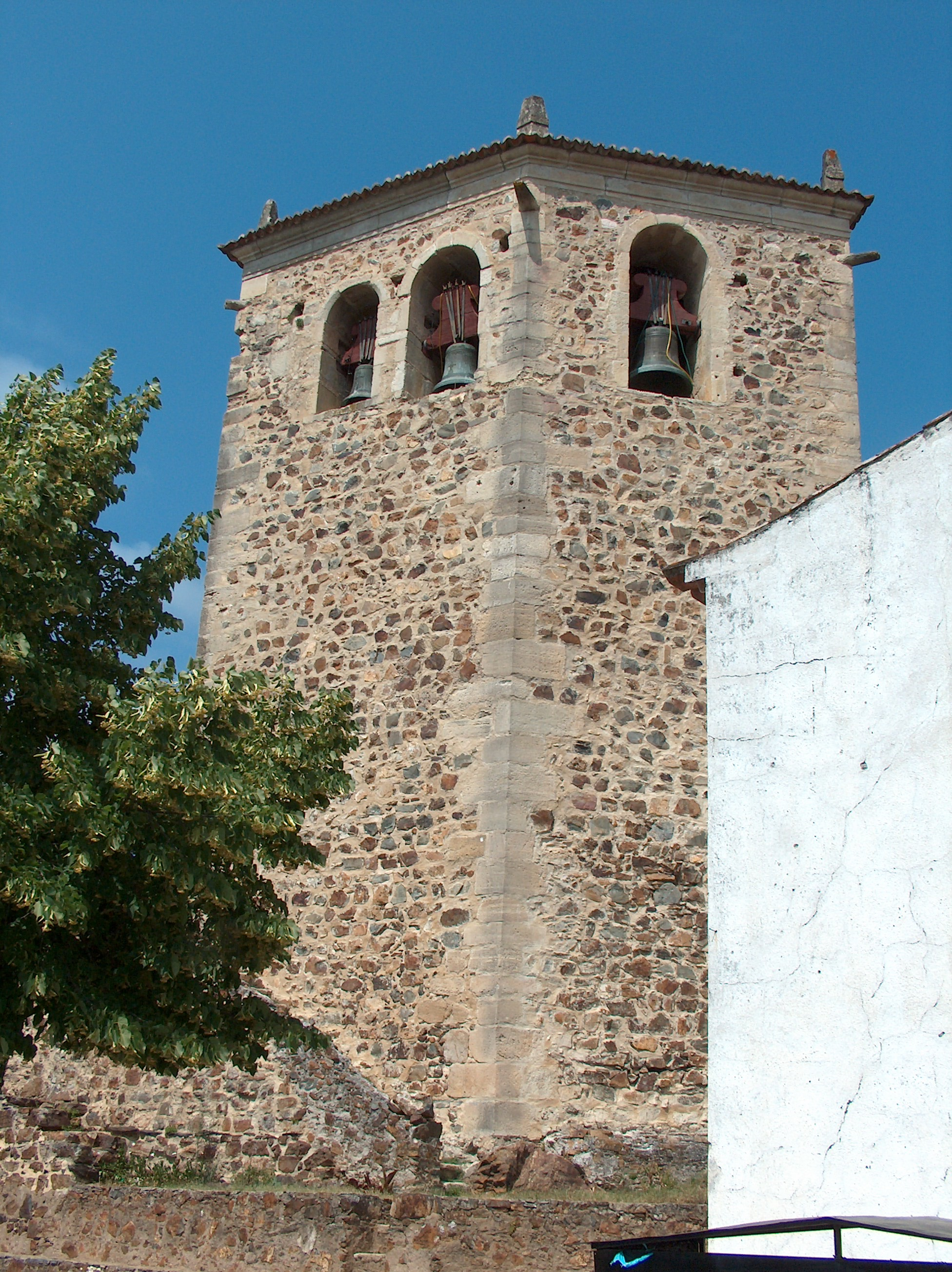
Der fünfeckige Turm

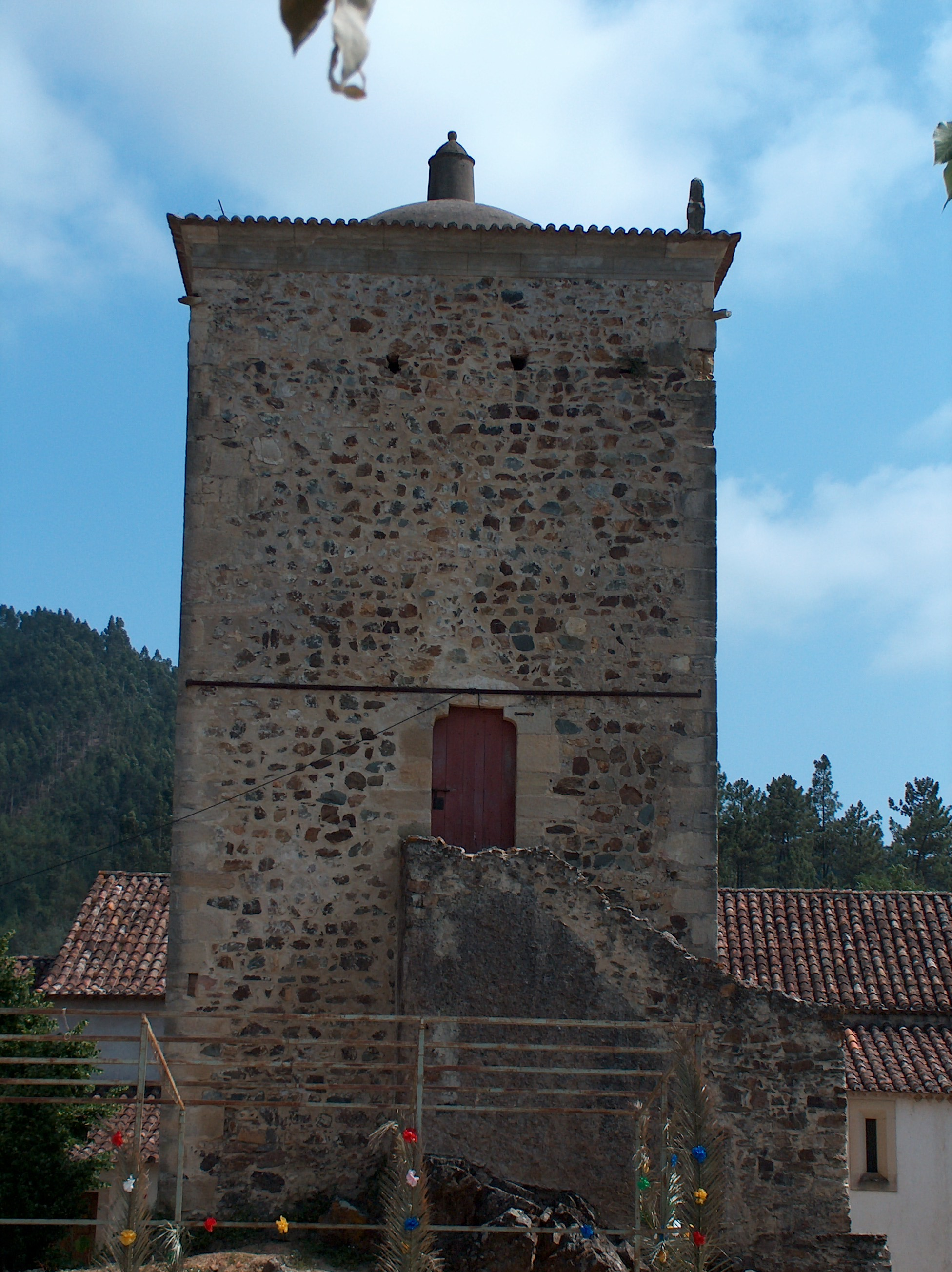
Rückseite des Turms

Der Torre de Dornes ("Turm von Dornes") wurde auf den Resten eines Quintus Sertorius zugeschriebenen römischen Turms errichtet, der zur Sicherung der hier praktizierten Goldgewinnung am Rio Zêzere diente. In der Folge der Reconquista wurde der Turm als Teil der Befestigungslinien des Tejo neu errichtet und vom Templerorden verteidigt. Er ist ein seltenes fünfeckiges Exemplar, in seinem mittelalterlichen Baumaterial sind u. a. Schieferteile und Kalkstein verwendet worden. In seinem Inneren sind neben Kriegerdarstellungen auch Grabstätten von Templern zu sehen. Seit dem 16. Jahrhundert wurde der Torre nur noch als Glockenturm benutzt.
Die in seinem Schatten erbaute Kirche Igreja de Nossa Senhora do Pranto („Kirche unserer lieben Frau der Klage“) besitzt daher keinen Glockenturm. Sie wurde 1285 von der Rainha Santa Isabel (Königin Elisabeth von Portugal) erbaut und steht seit 1943 unter Denkmalschutz. In der Kirche sind neben der Pfeifenorgel und Azulejo-Auskleidungen die verschiedenen Figuren aus dem 15. Jahrhundert sehenswert. Die Kirche und der sie umgebende Festplatz ist das Ziel eines 3 km langen Kreuzweges mit 14 Stationen. Jährlich finden zwischen Ostern und September bis zu 40 Círios (dt. in etwa: "Kerzenumzüge") genannte Prozessionen der umliegenden Orte hierher statt. Der Höhepunkt der Círios ist dabei der 15. August, wo das große Ortsfest stattfindet. Seit 1999 werden alle 2 Jahre außerdem am letzten Augustwochenende die CIRIUS-Passionsspiele entlang des Kreuzweges aufgeführt.
Die musikalische Vereinigung Associação Recreativa Filarmónica Frazoeirense (ARFF) in Dornes wurde 1841 gegründet. Alfredo Keil hat 1890 mit der ARFF die Hymne A Portuguesa geschaffen, die mit der Errichtung der Portugiesischen Republik 1910 die bis heute gültige Nationalhymne wurde. Die Musikkapelle, die inzwischen eine CD veröffentlicht hat, und die von ihr betriebene Musikschule sind wichtige kulturelle Akteure in der Gemeinde
Am 24. März 2007 hatte der hier gedrehte Kinofilm dot.com (Regie: Luís Galvão Teles) festliche Vorpremie in Dornes. Eine Gedenktafel, an den Treppen zum Festplatz angebracht, erinnert an die Filmpremiere und den Besuch des Staatspräsidenten Aníbal Cavaco Silva zu dem Anlass.

## Wirtschaft
Forstwirtschaft, Geflügelzucht und Landwirtschaft (Wein, Obst), diese oft im Nebenerwerb, sind die hauptsächlichen wirtschaftlichen Aktivitäten in der Gemeinde. Der Fremdenverkehr hat an Bedeutung gewonnen, auch infolge des Kinofilms. Außerdem werden hier Kleingewerbe (Einzelhandel, Gastronomie), Holzverarbeitung, Flussfischerei und Schiffsbau von Familienunternehmen betrieben.

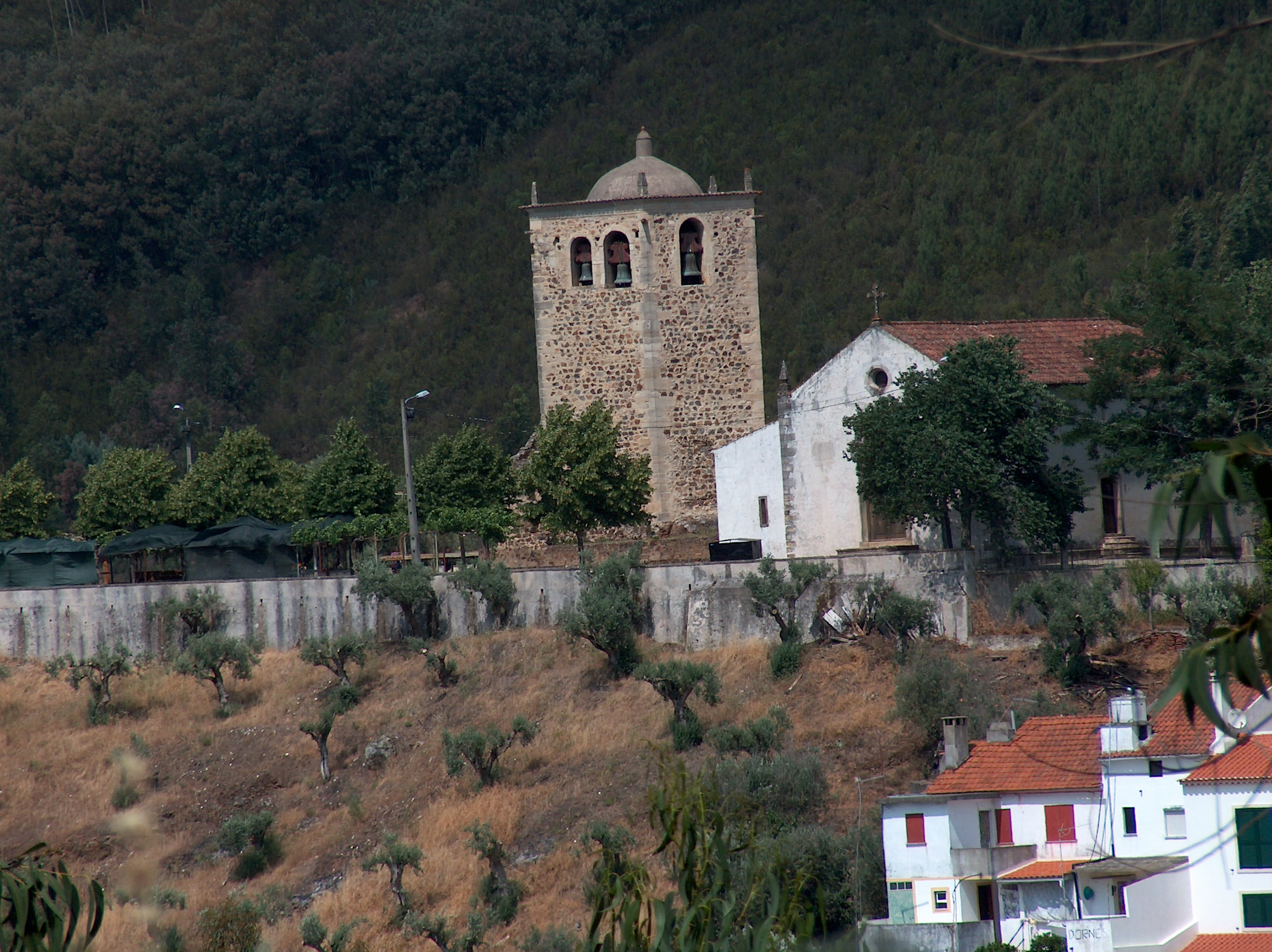
Dornes

## Verwaltung
Dornes war eine Gemeinde (Freguesia) im Kreis (Concelho) von Ferreira do Zêzere, im Distrikt Santarém. Im Zuge der administrativen Neuordnung in Portugal wurde sie 2013 mit Paio Mendes zur neuen Gemeinde Nossa Senhora do Pranto zusammengefasst.
Im Gebiet der ehemaligen Gemeinde Dornes liegen folgende Ortschaften:
| - Barrada - Cagida - Carril - Casal Ascenso Antunes - Casal da Mata | - Dornes - Frazoeira - Joaninho - Junqueira - Lameirancha | - Macieira da Rocha - Peralfaia - Quinta da Benta - Quintas - Ribeiro da Coroa | - Rio Cimeiro - Rio Fundeiro - Salão de Baixo - Salão de Cima - Vale Serrão |

## Verkehr

### Eisenbahn
Der nächste Bahnhof liegt im etwa 30 km entfernten Tomar, an der Strecke Ramal de Tomar.

### Straße
Zwischen den, mit der A23 verbundenen Fernstraßen IC 3 (N110) und IC8 gelegen, ist Dornes über die N238 zu erreichen.